# Крижанівка (Хмільницький район)
Крижані́вка — село в Україні, в Уланівській сільській громаді Хмільницького району Вінницької області. Населення становить 70 осіб.